# 대구동인초등학교
대구동인초등학교는 대한민국 대구광역시 중구 동인동4가에 있는 공립 초등학교다.

## 학교 연혁
- 1935년 4월 1일 일본동운정공립심상소학교로 개교
- 1941년 4월 1일 대구동운공립국민학교로 개칭
- 1945년 12월 5일 대구동운공립국민학교 재개교(설립인가 11월 8일)
- 1946년 7월 2일 대구동신공립국민학교로 교명 변경
- 1949년 8월 23일 대구동인국민학교로 교명 변경
- 1996년 3월 1일 대구동인초등학교로 개칭
- 1997년 3월 4일 병설유치원 개원(1학급)
- 2010년 11월 7일 운동장 우레탄 트랙 및 인조잔디구장 완공
- 2013년 3월 1일 21학급 편성 운영
- 2014년 8월 29일 본관 옥상 방수 공사
- 2015년 1월 14일 교실 복도, 강당 외부도색, 방화문설치, 고화소 CCTV추가설치
- 2015년 1월 26일 도서관(책터꿈터) 확장 및 리모델링
- 2015년 2월 26일 본관 뒤뜰 담장공사, 영어체험실 리모델링
- 2015년 3월 1일 20학급 편성 운영(특수1 포함)
- 2015년 8월 17일 본관2층교실(7실), 컴퓨터실,영어실 마루바닥 교체 공사, 동관 옥상 방수공사
- 2015년 9월 9일 개나리동산 조성
- 2015년 11월 4일 화장실 개선 공사
- 2018년 3월 1일 유치원 놀이터 신설 및 초등 놀이터 확장, 운동장 수목 이식
- 2019년 2월 1일 혁신형 돌봄교실 2실 구축
- 2019년 3월 1일 어린이 자치회의실 구축
- 2019년 10월 1일 미래교육 리노베이션 교실 5실 구축
- 2019년 12월 19일 상상제작소 구축
- 2020년 1월 10일 제75회 졸업식(졸업생 60명)
- 2024년 그린스마트 미래학교 공사

## 운동부
- 탁구부

## 참고 자료
- 대구동인초등학교 - 한국교육학술정보원 학교알리미